# Chicho Ibáñez
José Ibáñez Noriega (Corral Falso, 22 de novembro de 1875 - Havana, 18 de maio de 1981) foi um compositor cubano.
Foi um importante membro da música cubana, desenvolvendo novas técnicas na guitarra castelhana.